# Partido Palang Pracharat
El Partido Palang Pracharath (en tailandés: พรรค พลัง ประชา รัฐ, RTGS: Phak Phalang Pracharat, literalmente "Partido del Poder del Estado Popular"), también conocido como Palang Pracharat, es un partido político tailandés. Fue fundado en 2018 por Chuan Chuchan y Suchart Jantarachotikul. Mantuvo vínculos con el Consejo Nacional para la Paz y el Orden, la junta militar que gobernó el país después del golpe de Estado de 2014. 
El partido está dirigido por los exministros del gabinete de Prayut Chan-o-cha, Uttama Savanayana, Sontirat Sontijirawong, Suvit Maesincee y Kobsak Pootrakool. Si bien hay múltiples partidos que apoyaron al gobierno de Prayut, el partido es visto como el "partido oficial pro-junta" o "partido pro-Prayut" porque muchos líderes del partido también fueron miembros y asesores del gabinete de la junta. Además, el nombre del partido, Palang Pracharath, es el mismo que la iniciativa política clave de la junta.
En las elecciones generales tailandesas de 2019, el candidato a primer ministro de Palang Pracharath fue el primer ministro titular y líder de la junta militar, Prayut Chan-o-cha. Aunque Palang Pracharath ocupó el segundo lugar en las urnas, nominó con éxito a Prayut y formó un gobierno de coalición con votos de 249 senadores y parlamentarios de los partidos Demócrata y Bhum Jai Thai.